# ポール・ギデオン・ジョリィ・マイゼロア
ポール・ギデオン・ジョリィ・マイゼロア（Paul Gideon Joly Maizeroy, 1719年 - 1780年）は、フランス王国の軍人、戦史家、軍事学者。
マイゼロアはルイ14世が死去した後にメスで生まれ、ルイ15世の親政時代が始まる頃にはフランス軍の中佐であった。サックス元帥の指揮下でオーストリア継承戦争を戦い、また七年戦争に参加している。

## 業績
マイゼロアが中佐であった1766年に『戦術の理論、実践並びに歴史に関する講義書(Cours de tactique, theorique, pratique et historique)』二巻を出版し、古代ギリシア、古代ローマ、アジア地域の戦史研究を発表している。この文献は1767年及び1773年に二巻補刊され、さらに1785年にはさらに再版されたうえで英語とドイツ語にも翻訳され、王立アカデミーの会員になった。
また軍事学の古典的な研究を通じて外国の研究書の翻訳も積極的に行っており、東ローマ皇帝マウリキウスの『ストラテジカ』や同じく東ローマ皇帝レオーン6世の『タクティカ』を初めてフランス語に翻訳した。また1777年に『戦争の理論(Theorie de la guerre)』を出版し、「戦略（ストラテジー）」の用語を初めてヨーロッパに導入した。このように当時の啓蒙主義思想に基づいてギリシア、ローマの軍事研究から学び取ろうした。またサックスが考案した戦いの原則に深く影響され、戦争や戦略、戦術の原理原則について学問的に研究しようと試みた。マイゼロアによると戦略の原則は的の望まざることを行い、敵の目的を見抜いた上で主導を握る準備を行い、計画のために全般的な余裕を維持する、などである。これらは20世紀にフラーによってまとめられる陸軍戦術の基本原則とも類似しているが、独自のものである。またこの「戦略」という概念はヨーロッパの軍事思想に広く浸透し、戦略科学の先駆けとなった。またピタゴラス哲学の影響から戦闘隊形を幾何学的な合理性を持ったものであるべきだと考え、部隊の機能単位を分割可能な部隊編制として考えていた。戦闘隊形は縦隊と横隊のどちらが良いか、という当時盛んであった議論では穏健派であり、歩兵部隊を主力とした少なくとも六列以上の縦深隊形を支持した。具体的な意見としては、ピタゴラス哲学的な考えから各部隊を偶数の兵力で構成し、縦10列、横8列から構成される80人の長方形の部隊「マニプル」として編制し、このマニプルを8個から「コホート」を編制した。個々のマニプルを横一列に並べた隊形をコホートの基本的な隊形と定め、火力攻撃の場合や複雑地形の行軍では正面に4個マニプルをおいたダブル・コホートという隊形に変更した。そして個々のマニプルの間は12歩の間隔を空けるべしとして、さらに一個のコホートには側面攻撃を防ぐために登山、移動中の射撃・装填の訓練が行われた120人の機動部隊と64人の擲弾兵を配属して戦うのが良いと主張した。